# Molophilus (Molophilus) brevilobatus
Molophilus (Molophilus) brevilobatus is een tweevleugelige uit de familie steltmuggen (Limoniidae). De soort komt voor in het Neotropisch gebied.